# Список учебных заведений Ижевска
См. также: Образование в Удмуртии
Ижевск является крупнейшим образовательным, научным и культурным центром Удмуртии.

## ВУЗы

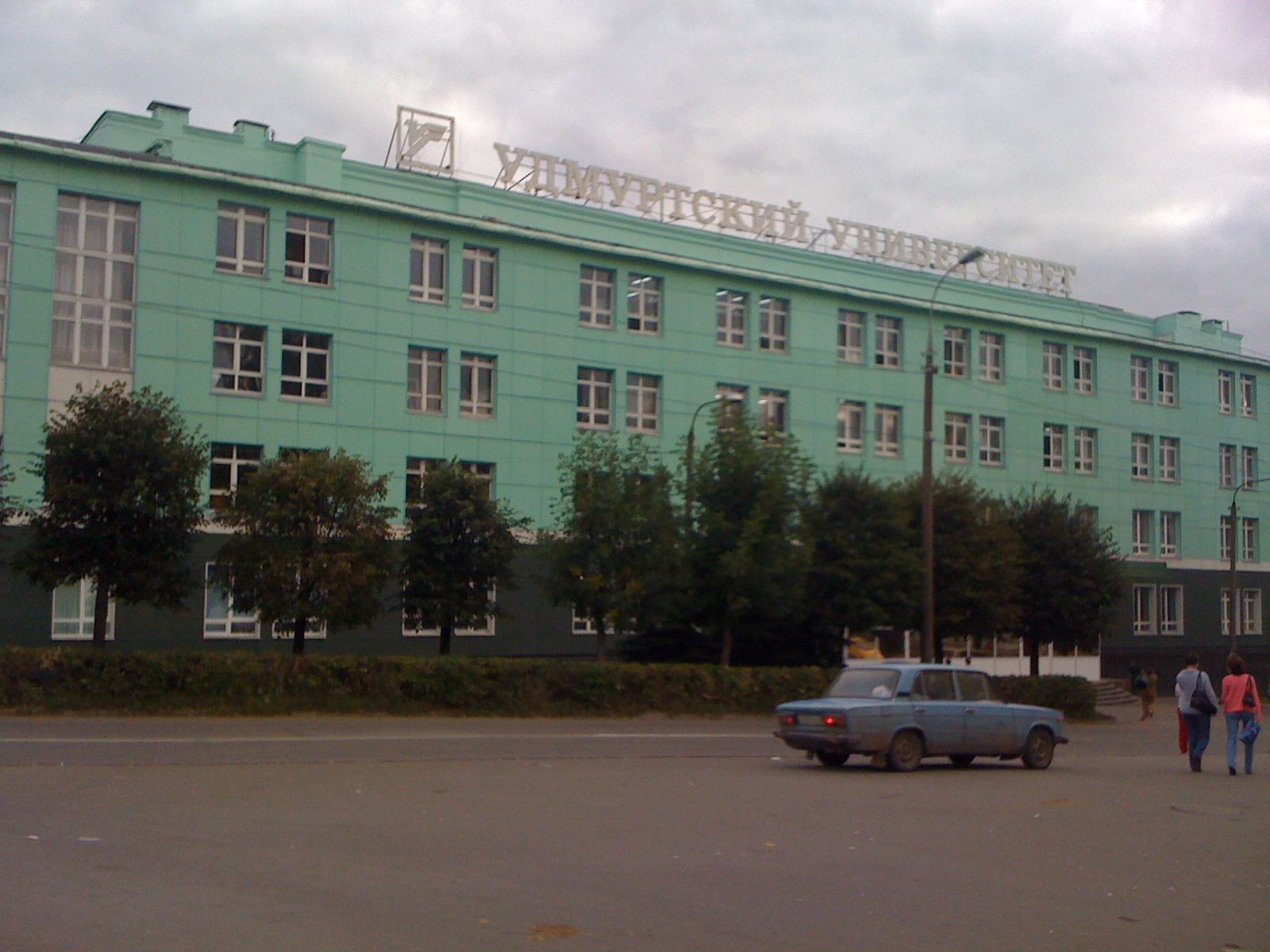
Удмуртский государственный университет

- Удмуртский государственный университет (УдГУ)[1]
- Ижевский государственный технический университет имени М. Т. Калашникова (ИжГТУ)[2]
- Федеральное государственное образовательное учреждение высшего профессионального образования «Ижевская государственная сельскохозяйственная академия» (ФГОУ ВПО Ижевская ГСХА)[3]
- Ижевская государственная медицинская академия (ИГМА)[4]
- Всероссийский государственный университет юстиции (РПА Минюста России) Ижевский институт (филиал) [5]
- Филиал Московского государственного университета экономики, статистики и информатики (МЭСИ)
- Международный Восточно-Европейский Университет (МВЕУ)
- Камский институт гуманитарных и инженерных технологий (КИГИТ)
- Удмуртский республиканский Институт дизайна
- Филиал Высшей школы приватизации и предпринимательства
- Филиал Московского университета потребительской кооперации
- Московская финансово промышленная академия Удмуртский филиал (МФПА)
- Институт гражданской защиты и пожарной безопасности Удмуртской Республики (ИГЗиПБУР)

## ССУЗы

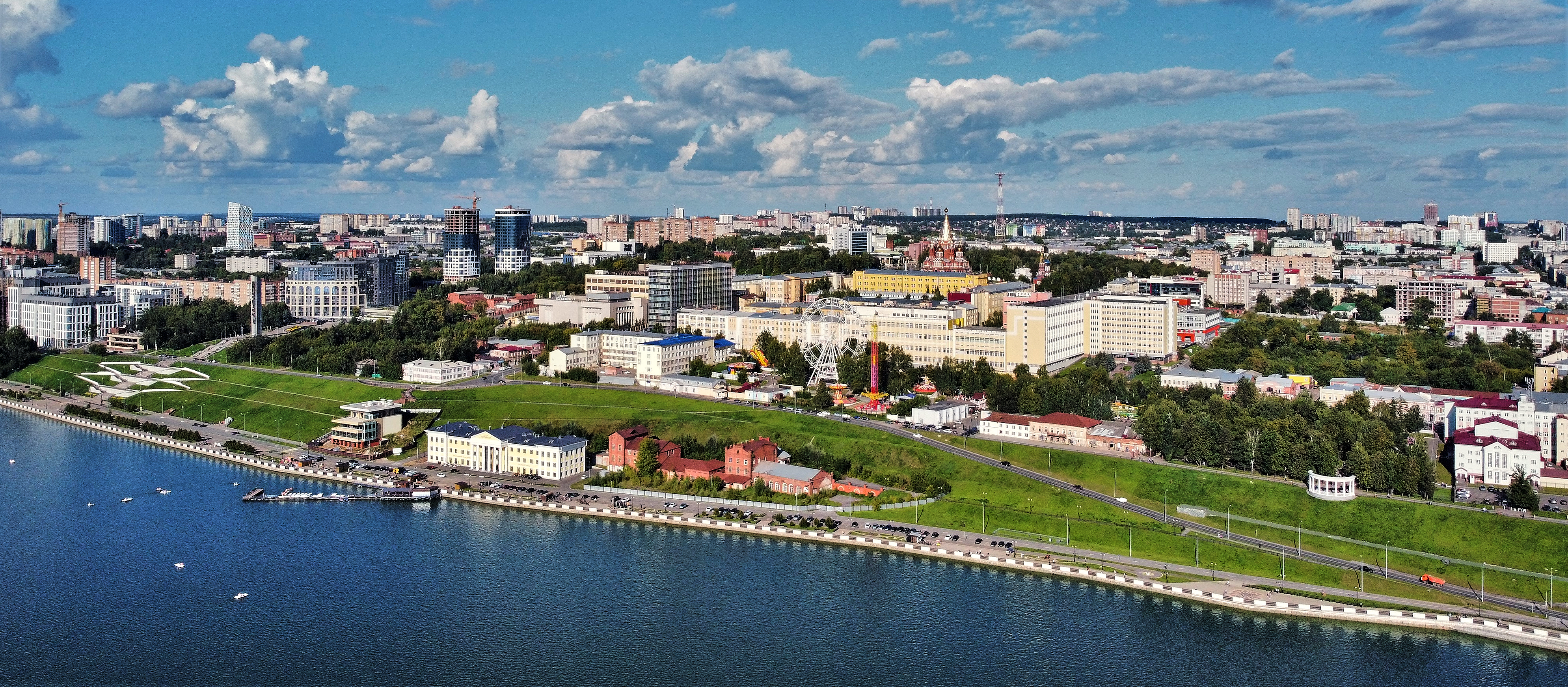
Ижевский индустриальный техникум (старое здание). В настоящее время объединен с Политехническим лицеем №17

- Техникум радиоэлектроники и информационных технологий
- Ижевский индустриальный техникум
- Ижевский техникум индустрии питания
- Высший гуманитарно-инженерный колледж «Аэромех»
- Ижевский монтажный техникум
- Ижевский промышленно-экономический колледж
- Ижевский торгово-экономический техникум
- Удмуртский республиканский социально-педагогический колледж
- Ижевский техникум железнодорожного транспорта - филиал СамГУПС
- Московский экономико-правовой колледж Ижевский филиал
- Колледж государственной и муниципальной службы
- Ижевский медицинский колледж им.Ф.А.Пушиной
- Колледж экономики и бизнеса
- Ижевский Государственный Политехнический Техникум
- Удмуртский республиканский колледж культуры - УРКК
- Республиканский музыкальный колледж - РМК
- Радиомеханический техникум им. В.А. Шутова

## Лицеи и гимназии
| - Гуманитарный лицей - Ижевский естественно-гуманитарный лицей "Школа-30." - Художественно-Эстетический Лицей № 98 - Экономико-математический лицей № 29 - Естественно-гуманитарный лицей № 41 - Гуманитарно-педагогический лицей № 14 - Механический лицей № 9 - Политехнический лицей № 17 (объединен, фактически поглощен, Индустриальным техникумом) - Строительный лицей № 4 | - Ижевская Гимназия №56 - ИТ-Лицей №24 - Спортивный лицей № 82 - Лингвистический лицей № 22 им. А. С. Пушкина - Лингвистический лицей № 25 - Гуманитарно-юридический лицей № 86 - Хореографический лицей № 95 - Татарская классическая гимназия № 6 - Социально-экономический лицей № 45 - Колледж экономики и бизнеса - МБОУ Гимназия №83 |